# Гармашевка
Гармашевка — село в Кантемировском районе Воронежской области России. Находится в 5 км от Зайцевки и в 15 км от райцентра.
Входит в состав Зайцевского сельского поселения.

## География

### Улицы
- ул. Заречная,
- ул. Молодёжная,
- ул. Победы.

## История
Возникло село между 1775 и 1794 годами. Основателями Гармашевки были переселенцы Кантемировки Назар и Лазарь Гармаши, от их имени и названо поселение.
В 1900 году здесь уже было 83 двора и 509 жителей. В ночь с 9 мая 1907 года крестьянин И. Ф. Иовлев вместе с Н. Т. Тушкиновым разбросали революционные листовки. За это они были арестованы.
Советская власть была установлена в селе в марте 1918 года. В 1926 году здесь было 220 дворов и 1252 жителя, имелась школа 1 ступени. В 1930 году создан колхоз «Путь к социализму», его председателем стал Федор Николаевич Веремеенко.
В годы войны село находилось в оккупации. Немцы создали здесь полевой аэродром, с которого летали бомбить Сталинград. В селе захватчики уничтожили 44 мирных жителя и среди них 22 ребенка. Село освобождено в конце 1942 года. Через год, в октябре 1943 года на хуторе Бык было выявлено захоронение 307 советских патриотов, уничтоженных фашистами. На месте их гибели поставлен обелиск.
Уроженцем села являлся Герой Советского Союза Александр Фомич Романенко (1901 – 1974). Звание Героя он получил летом 1945 года. С 1953 года полковник запаса. Жил в городе Хмельницкий на Украине, там и похоронен.
По состоянию на 1995 год, в селе 180 дворов и 543 жителя, имеется школа на 90 мест, Дом культуры, магазин. Здесь же размещена центральная усадьба колхоза «50 лет Октября», имеющего 6408 га пахотной земли, более 130 единиц сельхозтехники и машин. 
На 2010 год в селе проживает 502 человека.